# Stenbäcken (naturreservat, Filipstads kommun)
Stenbäcken är ett naturreservat i Filipstads kommun i Värmlands län.
Området är naturskyddat sedan 2014 och är 28 hektar stort. Reservatet bildades för att bevara en naturlig skogsbäck med en unik kryptogamflora. 